# Torneo Hon'inbō

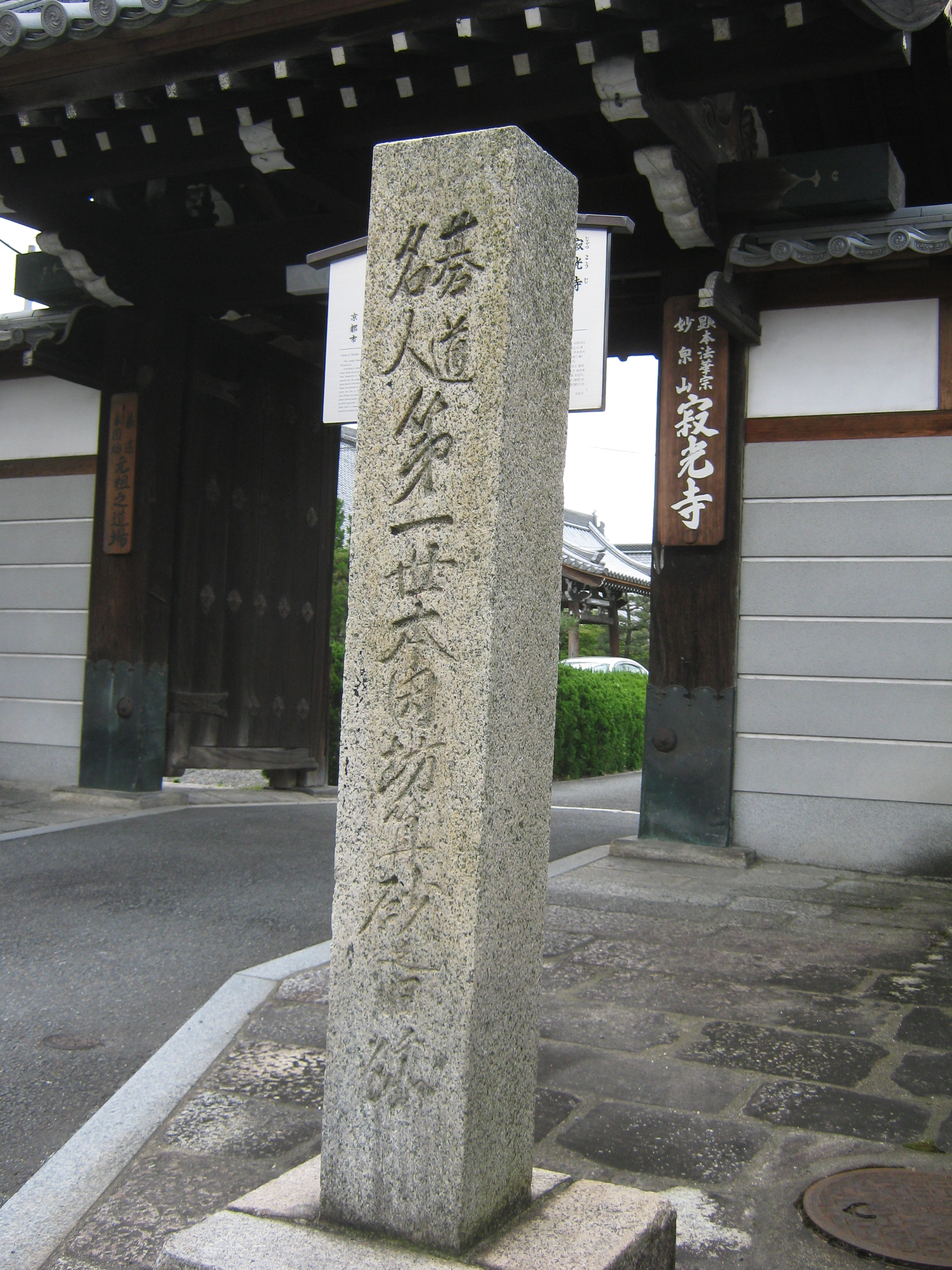
Monolito honinbo

El Torneo Hon'inbō es una competición de Go.

## Trasfondo
Honinbo es el título más antiguo de go del mundo. Su patrocinador es Mainichi Shimbun. El ganador obtiene como premio ¥32.000.000.
El torneo es similar a los otros dos grandes títulos japoneses, el Kisei y el Meijin. El poseedor del título es desafiado por el ganador de la liga. Los jugadores pueden acceder a la liga a través de torneos preliminares. Una vez hay un desafiador, el ganador se decide al mejor de siete partidas. Las partidas son jugadas en dos días y cada jugador tiene ocho horas de tiempo. Hay más premios aparte del dinero en este torneo. Igual que en otros de los grandes torneos en Japón si un jugador se clasifica para la liga Honinbo automáticamente sube a 7 dan. Si un jugador gana la liga promociona a 8 dan. Si finalmente el jugador gana el título promociona a 9 dan, el nivel más alto.

## Honinbo honorarios
- Takagawa Kaku ganó el título nueve veces consecutivas desde 1952 a 1960.
- Sakata Eio ganó el título siete veces consecutivas desde 1961 a 1967.
- Ishida Yoshio ganó el título cinco veces consecutivas desde 1971 a 1975.
- Cho Chikun ganó el título diez veces consecutivas desde 1989 a 1998.